# ى
Ne doit pas être confondu avec ی.
Le ʾalif maqṣūra est une lettre de l’alphabet arabe utilisée dans l’écriture de l’arabe comme variante du ʾalif de prolongement en fin de mot et comme lettre à part entière dans l’écriture du kazakh, du kirghize, du chleuh et de l’ouïghour.

## Utilisation
En chleuh, le ʾalif maqṣūra est utilisé, avec le ḍamma, pour retranscrire la labiovélarisation dans l’othographe utilisée par Ali Azaykou par exemple dans ‹ ءاكىُفاي › ou ‹ ءاڭىُرّام ›.
En ouïghour, le ʾalif maqṣūra est utilisé pour transcrire les voyelles [i] et [ɨ].